# RGD-33手榴弾
|          |          |
| 正式名称 | РГД-33   |
| 長さ     | 191 mm   |
| 直径     | 52 mm    |
| 重量     | 771 g    |
| 炸薬     | TNT 80 g |
| 遅延時間 | 3-4秒    |
| 製造国   | ソ連     |

RGD-33手榴弾（RGD-33しゅりゅうだん、ロシア語: РГД-33）は、1933年にソ連で開発された手榴弾である。

## 概要
第一次世界大戦でロシア軍が使用していたM1914手榴弾の後継手榴弾である。RGD-33の「RGD」とは、「ルチノア・グラナータ・デグチャレフ（Ruchnaya Granata Degtyareva）」の事で、DP28軽機関銃の開発で有名なデグチャレフが設計した手榴弾である（グラナータとはロシア語で擲弾の意）。形状は、ドイツ軍で使用されたM24型柄付手榴弾に似ているが、全金属製で独自の構造を持つ。円筒形の炸薬部に金属製の柄が付属し、柄は撃発機構を兼ねている。炸薬部にかぶせる着脱式スリーブの表面には爆発後、破片が均等に広がるように細い溝が彫られている。安全措置として、信管は工場出荷時には取り付けられていなかった。
支給されたRDG-33を使用可能状態とするには、まず柄の安全レバー（図中の Safety slide）を左へずらし、白い安全表示が見えるようにする。炸薬部（同 Head）と柄（同 Handle）をそれぞれ手で持って柄を引き出し、柄を時計回り方向へひねり、再度押し込むと赤い危険表示（同 Red dot）が見えるようになり、撃発機構が作動可能になったことを示す。安全レバーを右へずらすと危険表示が隠れ、同時に柄が固定されて撃発できないようになる。この状態で炸薬部頭頂部の蓋を開けて信管（同 Primer-detonator）を挿入し、蓋を閉じれば使用準備が整う。
信管を取り付けたRDG-33の柄を持ち、安全レバーを左へずらして赤い危険表示を出しておき、振りかぶった手榴弾を手首のスナップを効かせて投げ付けると、手から離れた直後に内蔵されたストライカーピンが作動して雷管を叩き、延期薬に点火する。この際、投擲の動作を素早く一挙に行わないと、撃発機構が働かないおそれがある。炸薬には80gのTNT火薬を使用して、有効殺傷範囲は10-15mとされる。防御型手榴弾に分類され、発火後の遅延時間は約3-4秒。全体重量は771gで、これは他国の手榴弾と比較して若干重いが、体格の良いソビエト兵は約35-40mまでの投擲が可能であった。
RGD-33手榴弾は第二次世界大戦中期から使用され、内部構造を単純化させた後継のRG-42が登場するまで主にソビエト連邦軍で使用された。その後のベトナム戦争でも、RGD-33手榴弾はF1手榴弾と同様に南ベトナム解放民族戦線（通称：ベトコン）によって使用されている。